# СТОК елитна дивизия
СТОК елитна дивизия е четвъртото ниво на футбола в Кипър. Организирано е от СТОК федерацията на кипърските регионални групи.

## История
СТОК елитната дивизия е инициирана от Кипърската футболна федерация и СТОК през сезон 2015/16 да бъде четвърто ниво на футбола в страната. Тя заменя досегашната четвърта дивизия, която е закрита през 2015 г.

## Структура

### Настоящ формат
Четиринадесет отбора се състезават в групата, всеки играе срещу всеки по два пъти, веднъж като домакин и веднъж като гост, общо 26 мача. Първите три отбора печелят промоция за трета дивизия, а последните четири отпадат в регионалните групи.

## Отбори за сезон 2015/16
- АЕН Врисулон
- Адонис Идалиу
- АПЕА Акротириу
- Аспида Пилас
- Елпида Астромерити
- Еноси Кокинотримитиас
- Френарос 2000
- Корнос
- Ленас Лимасол
- Ливадиакос/Саламина Ливадион
- Онисилос Сотира 2014
- Пейя 2014
- Спартакос Китиу

|  | Тази страница частично или изцяло представлява превод на страницата STOK Elite Division в Уикипедия на английски. Оригиналният текст, както и този превод, са защитени от Лиценза „Криейтив Комънс – Признание – Споделяне на споделеното“, а за съдържание, създадено преди юни 2009 година – от Лиценза за свободна документация на ГНУ. Прегледайте историята на редакциите на оригиналната страница, както и на преводната страница, за да видите списъка на съавторите. ВАЖНО: Този шаблон се отнася единствено до авторските права върху съдържанието на статията. Добавянето му не отменя изискването да се посочват конкретни източници на твърденията, които да бъдат благонадеждни. |